# Lijst van rijksmonumenten in Moordrecht
De plaats Moordrecht telt 24 inschrijvingen in het rijksmonumentenregister. Hieronder een overzicht.
| Object | Oorspronkelijke functie?  | Bouwjaar               | Architect     | Locatie           | Coördinaten?                  | Nr.?   | Afbeelding |
| --- | ------------------------- | ---------------------- | ------------- | ----------------- | ----------------------------- | ------ | --- |
| Pand met ingezwenkte gevel, bekroond door een geprofileerde, gebogen afdekking. Deur met ovale panelen                                                                    | Woonhuis                  | ca. 1800               |               | Dorpsstraat 9     | 51° 59' 13" NB, 4° 40' 22" OL | 30077  | Meer afbeeldingen |
| Huis met verdieping en schilddak. Dakkapel met getoogde en geprofileerde afdekking. Eenvoudige gevel met aan de hoeken verkropte kroonlijst                               | Woonhuis                  | begin 19e eeuw         |               | Dorpsstraat 31    | 51° 59' 11" NB, 4° 40' 18" OL | 30078  | Meer afbeeldingen |
| Herenhuis met verdieping ter breedte van vijf vensterassen. Rijk gesneden deur in een omlijsting door pilasters, die een hoofdgestel met snijwerk dragen. Drie stoeppalen | Woonhuis                  | ca. 1800               |               | Dorpsstraat 61    | 51° 59' 8" NB, 4° 40' 13" OL  | 30079  | Herenhuis met verdieping ter breedte van vijf vensterassen. Rijk gesneden deur in een omlijsting door pilasters, die een hoofdgestel met snijwerk dragen. Drie stoeppalen |
| Twee panden met verdieping en schilddak | Werk-woonhuis             | tweede kwart 19e eeuw  |               | Dorpsstraat 4     | 51° 59' 13" NB, 4° 40' 23" OL | 30080  | Meer afbeeldingen |
| Pand met ingezwenkte gevel | Woonhuis                  | 18e eeuw               |               | Dorpsstraat 26    | 51° 59' 11" NB, 4° 40' 19" OL | 30081  | Meer afbeeldingen |
| Raadhuis | Bestuursgebouw en onderdl | tweede kwart 19e eeuw  |               | Dorpsstraat 34    | 51° 59' 10" NB, 4° 40' 18" OL | 30082  | Meer afbeeldingen |
| Pand met verdieping en zadeldak, waarin twee dakkapellen met gebogen afdekkingen                                                                                          | Woonhuis                  | eerste kwart 19e eeuw  |               | Dorpsstraat 36    | 51° 59' 10" NB, 4° 40' 17" OL | 30083  | Pand met verdieping en zadeldak, waarin twee dakkapellen met gebogen afdekkingen                                                                                          |
| Deftig herenhuis met verdieping | Bedrijfs-,fabriekswoning  | eind 18e eeuw          |               | Dorpsstraat 48    | 51° 59' 9" NB, 4° 40' 16" OL  | 30084  | Meer afbeeldingen |
| Herenhuis met verdieping | Woonhuis                  | eind 18e eeuw          |               | Dorpsstraat 52-54 | 51° 59' 9" NB, 4° 40' 15" OL  | 30085  | Meer afbeeldingen |
| Pand met verdieping, ter breedte van twee vensterassen | Woonhuis                  | omstreeks 1800         |               | Dorpsstraat 58    | 51° 59' 8" NB, 4° 40' 14" OL  | 30086  | Pand met verdieping, ter breedte van twee vensterassen |
| Pand met verdieping en omlopend schilddak met dakkapel | Woonhuis                  | 1856                   |               | Dorpsstraat 60    | 51° 59' 8" NB, 4° 40' 13" OL  | 30087  | Meer afbeeldingen |
| Pand, bestaande uit drie evenwijdige vleugels met verdieping onder zadeldaken                                                                                             | Kerkelijke dienstwoning   | ca. 1800               |               | Dorpsstraat 62    | 51° 59' 8" NB, 4° 40' 13" OL  | 30088  | Pand, bestaande uit drie evenwijdige vleugels met verdieping onder zadeldaken                                                                                             |
| Dwarshuis met zadeldak tussen puntgevels. Twee eenvoudige bovenlichten; vensters met vijftienruitsschuiframen                                                             | Woonhuis                  | eerste helft 19e eeuw  |               | Kerklaan 27       | 51° 59' 12" NB, 4° 40' 13" OL | 30089  | Meer afbeeldingen |
| Huis onder zadeldak met aan de voorzijde een puntgevel met vlechtingen. De zolderverdieping heeft een gekoppeld rondboogvenster                                           | Werk-woonhuis             | tweede kwart 19e eeuw  |               | Kerkplein 1       | 51° 59' 12" NB, 4° 40' 13" OL | 30090  | Meer afbeeldingen |
| Gepleisterde dwarshuis, onder schilddak, waarin twee dakkapellen met vleugelstukken                                                                                       | Werk-woonhuis             | eerste kwart 19e eeuw  |               | Kerkplein 2       | 51° 59' 12" NB, 4° 40' 14" OL | 30091  | Meer afbeeldingen |
| Huis met zadeldak en ingezwenkte gevel met kroonlijst. Vensters met zesruitsschuiframen. Lagere achtergevel onder zadeldak                                                | Woonhuis                  | eerste kwart 19e eeuw  |               | Kerkplein 6       | 51° 59' 12" NB, 4° 40' 14" OL | 30092  | Meer afbeeldingen |
| Nederlands Hervormde Kerk | Kerk en kerkonderdeel     | 1657                   |               | Kerkplein 12      | 51° 59' 12" NB, 4° 40' 16" OL | 30093  | Meer afbeeldingen |
| Eenvoudige gotische toren | Kerk en kerkonderdeel     | eerste helft 16e eeuw  |               | Kerkplein 12      | 51° 59' 12" NB, 4° 40' 15" OL | 30094  | Meer afbeeldingen |
| Boerderij, blijkens een stichtingssteen, onder rieten wolfdak. Puntgevel, waarin vensters met luiken en schuiframen                                                       | Boerderij                 | 1850                   |               | Oost Ringdijk 3   | 51° 59' 46" NB, 4° 40' 35" OL | 30095  | Meer afbeeldingen |
| Pastorie der R.K.Kerk | Kerkelijke dienstwoning   | laatste kwart 19e eeuw |               | Oosteinde 23      | 51° 59' 30" NB, 4° 40' 39" OL | 30096  | Meer afbeeldingen |
| R.K.Kerk van de J.Joannes Onthoofding | Kerk en kerkonderdeel     | 1860 (stichtingssteen) |               | Oosteinde 23      | 51° 59' 31" NB, 4° 40' 38" OL | 30097  | Meer afbeeldingen |
| Watertoren | Nutsbedrijf               | 1924                   | P.D. Stuurman | IJsselerf         | 51° 58' 56" NB, 4° 40' 10" OL | 511045 | Meer afbeeldingen |
| Huis de Merwede: schuur | Boerderij                 | 1851                   |               | Middelweg 18      | 52° 0' 1" NB, 4° 39' 1" OL    | 511043 | Upload foto |
| Huis de Merwede: boerderij van het kop-romptype | Boerderij                 | 1851                   |               | Middelweg 18      | 52° 0' 1" NB, 4° 39' 1" OL    | 511044 | Meer afbeeldingen |